# Черемісін Олександр Андрійович
Олександр Андрійович Черемісін (14 жовтня 1944, Томська область — 12 червня 2014, Гомель) — радянський футболіст, який виступав на позиції нападника. Найбільш відомий за виступами у команді «Гомсільмаш» з Гомеля у другій лізі СРСР, за яку зіграв понад 200 матчів. Після закінчення кар'єри гравця кілька років був головним тренером гомельської команди.

## Біографія
Олександр Черемісін народився у 1944 році в Томській області. Розпочав виступи на футбольних полях у 1968 році в аматорській команді «Машинобудівник» з Подольська. З 1969 року він грав у команді другої групи класу «А» «Автомобіліст» з Нальчика. У 1970 році він перейшов до іншої команди другої групи класу «А» «Таврія» з Сімферополя, де вже грав його молодший брат Андрій Черемісін. Наступного року Олександр Черемісін став гравцем команди другої ліги «Гомсільмаш» з Гомеля. У цій команді Черемісін став одним із основних гравців атакуючої ланки команди, був одним із кращих її бомбардирів, відзначившись 72 забитими м'ячами у 219 проведених за команду матчах. Після завершення виступів на футбольних полях у 1977—1980 роках очолював тренерський штаб гомельської команди. У 1973—1974 роках партнером Черемісіна в атаці був відомий у майбутньому форвард московського «Спартака» Георгій Ярцев.
Помер Олександр Черемісін 12 червня 2014 року в Гомелі.

## Особисте життя
Молодший брат Олександра Черемісіна, Андрій Черемісін, також був футболістом та футбольним тренером, більшу частину кар'єри гравця провів у клубі «Таврія» (Сімферополь), пізніше кілька разів очолював цей клуб. Старший брат, Олексій Черемісін, також грав у футбольних командах майстрів «Енергія» (Новочеркаськ) і «Спартак» (Нальчик), проте його кар'єра гравця футбольних команд майстрів була нетривалою. Племінник Олександра Черемісіна, Антон Черемісін, грав за низку українських команд нижчих ліг та аматорських команд.